# Имгрунт, Иван Иванович
Иван Иванович Имгрунт (28 мая 1961, Караганда — 18 октября 2020, Санкт-Петербург) — советский и российский юрист, государственный деятель. доктор социологических наук (2013). Глава администрации города Ялта (2019—2020). Умер от последствий COVID-19.

## Биография
Иван Имгрунт родился 28 мая 1961 года в городе Караганде Казахской ССР. Работал в 1978—1979 годах преподавателем в Запорожской средней школе. В 1979—1981 годах проходил службу в Вооруженных Силах СССР. В 1982 поступил и в 1986 году с отличием окончил Уральский государственный юридический университет по специальности «правоведение», с присвоением квалификации «юрист».

### В органах прокуратуры
В 1986—1992 годах — следователь, старший следователь, старший помощник прокурора автономной республики в составе прокуратуры Казахской ССР. В 1992 году старший следователь прокуратуры в Целиноградской области. В 1992—1993 годах — следователь, в 1993—1995 годах — заместитель прокурора, в 1995—2000 годах — прокурор Белореченской межрайонной прокуратуры.

### Во главе Белореченского района
В 1999 году Имгрунт был избран депутатом Белореченского городского Совета, в январе 2000 года назначен главой города Белореченска. С 2007 по 2017 годы Иван Имгрунт возглавлял Белореченский район. В 2003 году благодаря его усилиям возобновил работу крупнейший на Юге России химкомбинат. В 2014 был построен спорткомплекс «Химик», создана городская телекомпания, открыты новые предприятия: консервный завод по переработке сельхозпродукций и чаеразвесочная фабрика; завод метизных изделий; чулочно-носочная фабрика; пивоваренный завод; тепличные комплексы. В Белореченском районе построена новая школа и детские сады, здание скорой медицинской помощи, благоустроена территория ЦРБ. По инициативе Имгрунта в Белореченске построен ансамбль городских фонтанов. В 2011 году Белореченск вошёл в 10-ку лучших городов Краснодарского края.

### Во главе администрации Ялты
С февраля 2019 года по май 2019 года — помощник председателя Совета министров Республики Крым. С июня 2019 года — заместитель главы администрации города Ялта. С 15 августа 2019 года назначен на должность первого заместителя главы администрации Ялты.
Распоряжением Городского совета Ялты от 4 октября 2019 года приступил к исполнению обязанностей Главы администрации города Ялта. 1 ноября 2019 года в ходе очередной сессии городского совета избран главой администрации города Ялта. За кандидатуру Имгрунта проголосовало 24 депутата. Второго претендента на должность сити-менеджера Василия Стецива поддержал один парламентарий. С 6 ноября 2019 года подписал контракт и назначен на должность главы администрации города Ялта.
Умер 18 октября 2020 года на 60-м году жизни в одной из клиник Санкт-Петербурга от пневмонии вызванной последствиями COVID-19. Похоронен 22 октября 2020 года в Белореченском районе Краснодарского края.

## Научная деятельность
Кандидат биологических наук (2004), диссертация «Экологические аспекты оптимизации почвенного плодородия Белореченского района Краснодарского края».
В докторантуре ФГАОУ ВПО «Южный федеральный университет». В 2013 году в совете Д 212.208.01 по философским и социологическим наукам ФГАОУ ВПО «Южный федеральный университет» защитил докторскую диссертацию на тему «ПОЛИТИЧЕСКАЯ ЭЛИТА КАК АКТОР МОДЕРНИЗАЦИИ РОССИЙСКОГО ОБЩЕСТВА: СУБЪЕКТНЫЕ ХАРАКТЕРИСТИКИ И ЭФФЕКТИВНОСТЬ СОЦИАЛЬНЫХ ПРАКТИК».
Автор более 30 научных публикаций.

## Оценки
Константин Затулин, депутат Государственной думы I, IV, V, VII и VIII созывов от Сочи, Белореченска и Апшеронска: «Иван Имгрунт был человеком дела, человеком слова, принципов и убеждений. Он отвечал за всё и спешил делать добро людям. Ему пробовали вставлять палки в колеса и порой небезуспешно. Кто старое помянёт, тому глаз вон и всё же, многие в нашем Белореченском районе переживали уход Имгрунта в 2017 году как личную несправедливость. Я тоже. Давайте вспомним сегодня, каким был Белореченск в 90-е до Имгрунта, и как много он сделал для Белореченского района за годы своего руководства».

## Награды
- 2001 — Медаль «За выдающийся вклад в развитие Кубани» II степени;
- 2001 — Присвоено Почетное звание «Заслуженный юрист Кубани»;
- 2003 — Медаль «За укрепление боевого содружества»;
- 2009 — Медаль «Слава Адыгеи»;
- 2010 — Медаль «За укрепление боевого содружества»;
- 2010 — Медаль ордена «За заслуги перед Отечеством» II степени;
- 2011 — Медаль  «Во Славу Осетии»;
- 2014 — Медаль «За выдающийся вклад в развитие Кубани» I степени.